# Porto Viro
Porto Viro là một đô thị ở tỉnh Rovigo ở vùng Veneto của Ý, có khoảng cách khoảng 45 km về phía nam của Venezia và khoảng 35 km về phía đông của Rovigo. Tại thời điểm ngày 31 tháng 12 năm 2004, đô thị này có dân số 14.449 người và diện tích là 133,3 km².
Đô thị Porto Viro có các frazioni (các đơn vị cấp dưới, chủ yếu là các làng) Contarina and Donada. It giáp các đô thị: Loreo, Porto Tolle, Rosolina, Taglio di Po.